# Bollesprøjte
En bollesprøjte er et køkkenredskab, der bruges til at forme dej til f.eks. melboller eller vaniljekranse. Bollesprøjten består af en cylinder af aluminium og et stempel der er lavet af træ eller plastic. Cylinderen har en smalt hul i den ene ende, hvor bolledej eller fars presses ud igennem v.hj.a stemplet. Når en passende mængde dej eller fars er presset ud gennem hullet skæres det af. Med lidt øvelse kan der fremstilles kød- og melboller med ensartet størrelse og form.
Ved brug af bollesprøjten til at forme vaniljekranse lægges der en stjerneformet plade i bunden, som dejen trykkes ud igennem.
Bollesprøjten var tidligere et almindeligt redskab i køkkenet, men nu varetages de fleste af bollesprøjtens funktioner af kødhakkere.